# Alex McAvoy
Alex McAvoy (10 de marzo de 1928 – 16 de junio de 2005) fue un actor escocés reconocido por sus interpretaciones como Sunny Jim en la serie de la BBC The Vital Spark y como el tirano maestro de escuela en la película Pink Floyd - The Wall. Sus múltiples apariciones en televisión incluyen a The Bill, Dad's Army y Z-Cars. Además apareció en el EP en vídeo del álbum The Final Cut de la agrupación inglesa Pink Floyd (1983). Falleció en el año 2005 de leucemia.